# Amphipoea albilunata
Amphipoea albilunata är en fjärilsart som beskrevs av Smith 1899. Amphipoea albilunata ingår i släktet Amphipoea och familjen nattflyn. Inga underarter finns listade i Catalogue of Life.